# Alexander Koch
Alexander Koch (Bonn, 22 febbraio 1969) è un ex schermidore tedesco, vincitore di una medaglia d'oro nella scherma ai giochi olimpici.